# Sacha Feinberg-Mngomezulu
Sacha Feinberg-Mngomezulu (geboren am 22. Februar 2002 in Kapstadt) ist ein südafrikanischer Rugby-Union-Profi, der für Western Province im Currie Cup, für die Stormers in der URC und für die Nationalmannschaft spielt. Seine Stammposition ist Verbindungshalb (Fly-half).

## Karriere

### Stormers
Feinberg-Mngomezulu wurde in den Western Province-Kader für die Currie Cup Premier Division 2021 berufen. Er gab sein Debüt in der 6. Runde des Currie Cups gegen die Free State Cheetahs. Feinberg-Mngomezulus Vertrag bei den Stormers wurde bis 2027 verlängert.

### Nationalmannschaft
Durch seinen Vater, Nick Feinberg, war er für die englische Nationalmannschaft spielberechtigt, entschied sich aber für Südafrika und wurde im Oktober 2022 in den Kader der Springboks für die Jahresendtournee aufgenommen. Feinberg-Mngomezulu wurde im März 2024 in das Trainingslager der Springboks aufgenommen und debütierte im Juni 2024 im Test gegen Wales als Einwechselspieler, wobei er einen Straftritt (Penalty) und zwei Erhöhungen (Conversions) erzielte.